# Cellule (aéronautique)
Pour les articles homonymes, voir Cellule.
La structure mécanique d'un aéronef est connue sous le nom de cellule. Cette structure est généralement considérée comme incluant le fuselage, le train d'atterrissage, l'empennage et les ailes, et exclut le système de propulsion.
La conception de cellules est du domaine de l'ingénierie aérospatiale qui combine l'aérodynamique, la technologie des matériaux et les méthodes de fabrication, et qui met l'accent sur le poids, la résistance et la traînée aérodynamique, ainsi que la fiabilité et le coût.

## Histoire

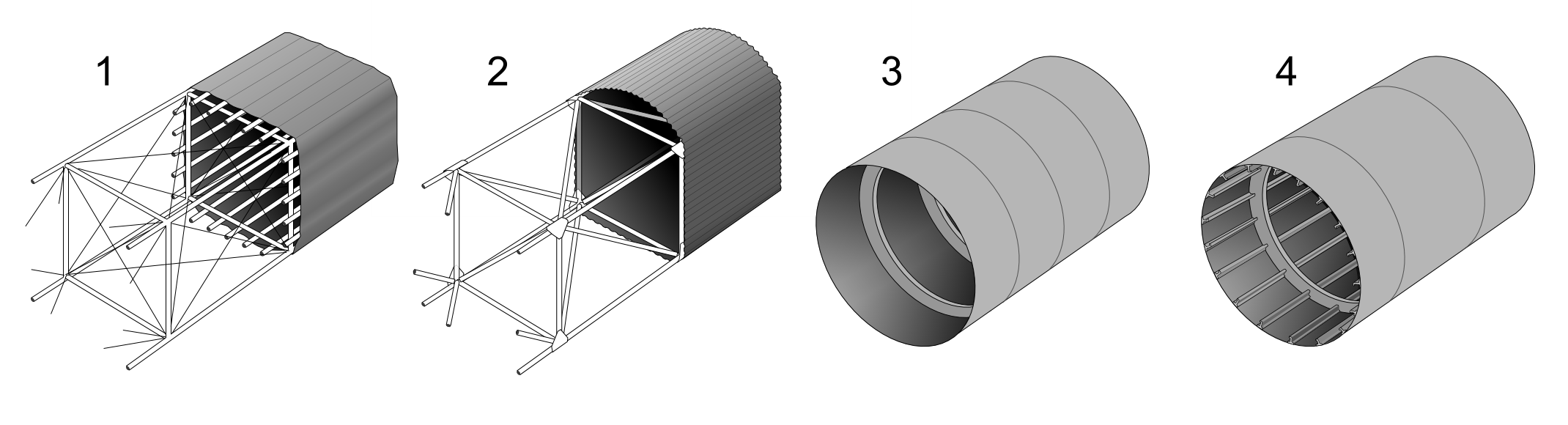
Quatre types de construction de cellules (1) Poutre à treillis, longerons avec revêtement aéronautique, (2) Poutre à treillis avec tôle ondulée, (3) Construction monocoque, (4) construction semi-monocoque.

L'histoire de la cellule moderne a commencé aux États-Unis en 1903 lorsqu'un biplan en bois fabriqué par Orville et Wilbur Wright a montré le potentiel des conceptions à voilure fixe. Pendant les 25 premières années de l'aviation, la cellule des avions est une structure en bois contreventée par du fil de fer et recouverte de tissu traité avec des enduits de tension appelé « dope » en anglais.
En 1912, le Deperdussin Monocoque est pionnier du fuselage monocoque léger, solide et profilé, formé de fines couches de contreplaqué moulé sur un cadre circulaire, pouvant atteindre 210 km/h (130 mph),. Entre 1910 et 1945 vont être construits des avions selon une structure monocoque en bois, généralement en contreplaqué moulé, notamment pour tous les avions de course à succès, compris les avions Curtis (Curtiss R3C), et le vainqueur italien de la Coupe Schneider de 1926, le Macchi M.39 ; ainsi que pour certains avions militaires réussis de Grande-Bretagne, de France et d'Allemagne. Le LFG Roland D.VI construit à la fin de 1917 a une coque construite selon la technique de bordage à franc-bord, apparue comme un moyen de faire face aux pénuries de contreplaqué subies par l'Allemagne en raison du blocus naval allié. C'est le seul avion monocoque de ce type.

### Première Guerre mondiale
De nombreux premiers développements ont été stimulés par les besoins militaires pendant la Première Guerre mondiale. Parmi les avions bien connus de cette époque, on peut citer l'avion de combat du designer néerlandais Anthony Fokker pour la Luftstreitkräfte de l'Empire allemand, les hydravions américains Curtiss et les monoplans germano-autrichiens Taube. Celles-ci utilisaient des structures hybrides bois et métal.
Dans les années 1915/16, la firme allemande Luft-Fahrzeug-Gesellschaft avait conçu une structure entièrement monocoque en bois avec seulement un cadre interne en ossature, utilisant des bandes de contreplaqué laborieusement "enroulées" en diagonale jusqu'à quatre couches, autour moules mâles en béton dans les moitiés "gauche" et "droite", connus sous le nom de construction Wickelrumpf (corps enveloppé)  - cela est apparu pour la première fois sur le LFG Roland C.II de 1916, et sera plus tard autorisé à Pfalz Flugzeugwerke pour ses chasseurs biplans de série D.
En 1916, les chasseurs biplans allemands Albatros D.III comportaient des fuselages semi-monocoques avec des panneaux de peau en contreplaqué porteurs collés sur des longerons longitudinaux et des cloisons étanches ; il a été remplacé par la configuration structurelle à revêtement travaillant prédominante lorsque le métal a remplacé le bois. Des méthodes similaires au concept de la firme Albatros ont été utilisées par Hannoversche Waggonfabrik (en) pour leurs Hannover CL.II (en) léger à deux places et Hannover CL.V (en) conceptions V, et par Siemens-Schuckert pour leurs conceptions ultérieures de chasseurs biplans Siemens-Schuckert D.III et D.IV plus performants.
L'ingénieur allemand Hugo Junkers a piloté pour la première fois des cellules entièrement métalliques en 1915, avec le Junkers J 1, monoplan entièrement métallique, à aile cantilever et à revêtement travaillant en acier. Le métal s'est développé davantage avec le duralumin plus léger, inventé par Alfred Wilm en Allemagne avant la guerre; dans la cellule du Junkers DI de 1918, dont les techniques ont été adoptées presque inchangées après la guerre par l'ingénieur américain William Bushnell Stout (en) et l'ingénieur aérospatial soviétique Andrei Tupolev, se révélant utiles pour les avions jusqu'à 60 mètres d'envergure dans les années 1930.

### Entre les guerres mondiales
Le J 1 de 1915, et le chasseur DI de 1918, furent suivis en 1919 par le premier avion de transport tout métal, le Junkers F.13 en Duralumin comme l'avait été le DI ; 300 ont été construits, ainsi que le premier avion de passagers quadrimoteur entièrement métallique, le seul Zeppelin-Staaken E-4/20, . Le développement des avions commerciaux au cours des années 1920 et 1930 s'est concentré sur la conception de monoplans utilisant des moteurs en étoile. Certains ont été produits selon des exemplaires uniques ou en petite quantité comme pour le Spirit of St. Louis de Charles Lindbergh qui a traversé l'Atlantique en 1927. William Stout a conçu les Ford Trimotor entièrement métalliques en 1926 .
Le prototype de chasseur naval Hall XFH (en) piloté en 1929 était le premier avion avec un fuselage en métal riveté : une peau en aluminium sur des tubes en acier, Hall a également été le pionnier des rivets affleurants et des assemblages à plat entre les panneaux de la peau dans l'hydravion Hall PH volant également en 1929. Basé sur le Savoia-Marchetti S.56 italien, l'hydravion expérimental Budd BB-1 Pioneer (en) de 1931 a été construit en acier inoxydable résistant à la corrosion assemblé avec un soudage par points nouvellement développé par le constructeur américain de wagons Budd Company.
La philosophie originale de la cellule recouverte de duralumin ondulé Junkers a abouti à l'avion de ligne trimoteur Junkers Ju 52 d'origine de 1932, utilisé tout au long de la Seconde Guerre mondiale par la Luftwaffe allemande nazie pour les besoins de transport et de parachutistes. Les conceptions d'Andrei Tupolev dans l'Union soviétique de Staline ont conçu une série d'avions entièrement métalliques de taille en augmentation constante aboutissant au plus gros avion de son époque, le Tupolev ANT-20 à huit moteurs en 1934, et les entreprises de Donald Douglas ont développé l'emblématique Avion de ligne bimoteur Douglas DC-3 en 1936. Ils figuraient parmi les conceptions les plus réussies à émerger de l'époque grâce à l'utilisation de cellules entièrement métalliques.
En 1937, le Lockheed XC-35 a été spécialement construit avec une cabine pressurisée pour subir des essais en vol approfondis à haute altitude, ouvrant la voie au Boeing 307 Stratoliner, qui sera le premier avion avec une cabine pressurisée à entrer en service commercial.

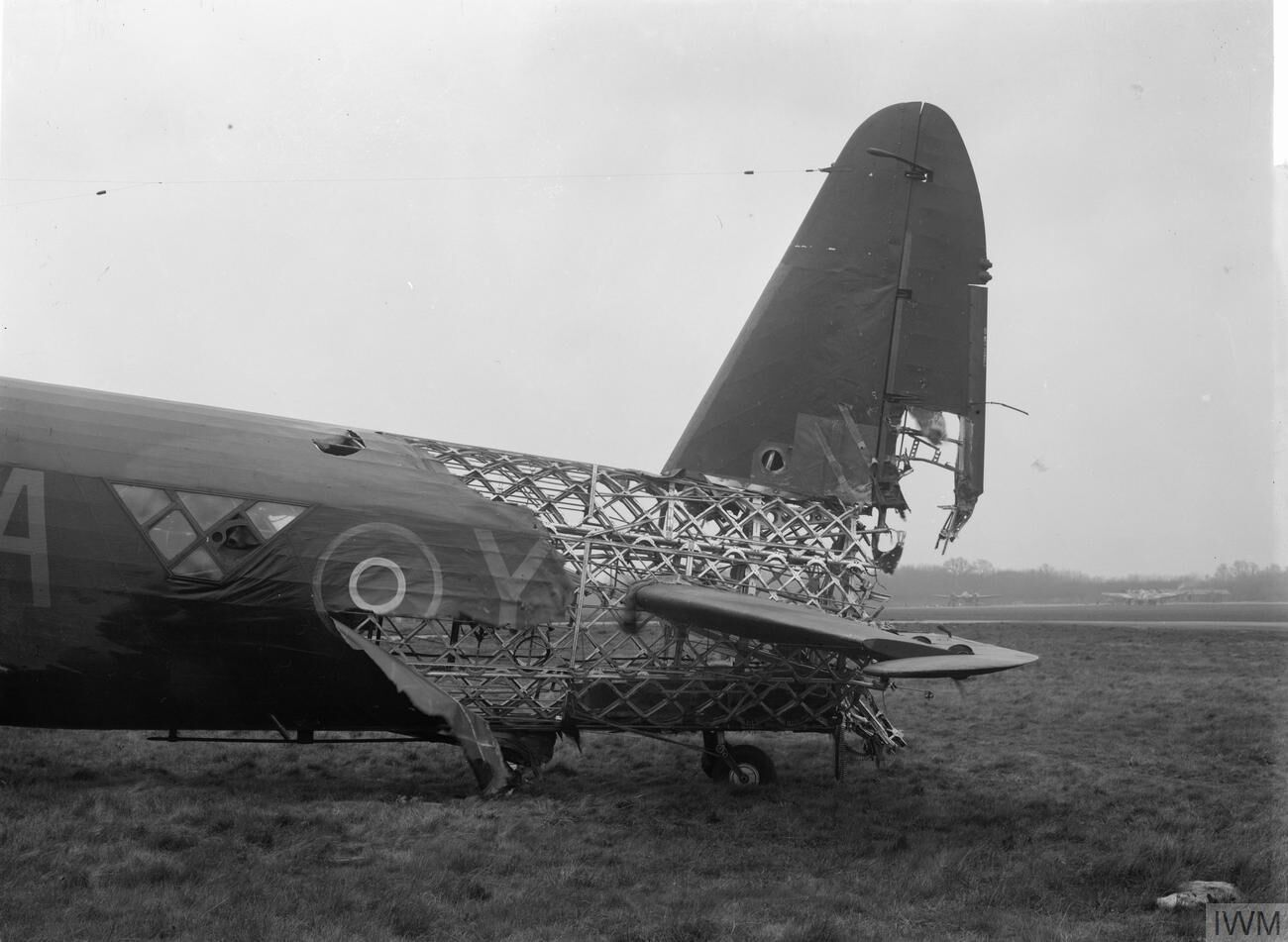
Wellington Mark X montrant la construction géodésique de la cellule et le niveau de dommage auquel elle pourrait résister tout en maintenant la navigabilité

### Deuxième Guerre mondiale
Pendant la Seconde Guerre mondiale, les besoins militaires ont de nouveau dominé la conception des cellules. Parmi les plus connus figuraient les US C-47 Skytrain, B-17 Flying Fortress, B-25 Mitchell et P-38 Lightning, et British Vickers Wellington qui utilisaient une méthode de construction géodésique, et Avro Lancaster, tous des remaniements de conceptions originales du années 1930. Les premiers jets ont été produits pendant la guerre mais pas en grande quantité.
En raison de la rareté de l'aluminium en temps de guerre, le chasseur-bombardier de Havilland Mosquito a été construit à partir de parements en contreplaqué moulés collés sur un noyau en bois de balsa et formés à l'aide de moules pour produire des structures monocoques sandwich. Les nouveaux adhésifs de synthèse conduisent au développement de la liaison métal sur métal utilisée plus tard pour le de Havilland Comet, Fokker F27 et F28.

### Après la guerre
La conception des cellules commerciales d'après-guerre s'est concentrée sur les avions de ligne, sur les turbopropulseurs, puis sur les moteurs à réaction . Les vitesses et les contraintes de traction généralement plus élevées des turbopropulseurs et des jets étaient des défis majeurs. Les alliages d'aluminium nouvellement développés avec du cuivre, du magnésium et du zinc étaient essentiels à ces conceptions.
En 1952, conçu pour naviguer à Mach 2 là où le frottement superficiel de la peau (en) nécessitait sa résistance à la chaleur, le Douglas X-3 Stiletto fut le premier avion en titane mais il était sous-alimenté et à peine supersonique ; les Lockheed A-12 et SR-71 Mach 3.2 étaient également principalement en titane, tout comme le avion de transport supersonique (en) Boeing 2707 Mach 2.7 annulé.
Parce que le titane résistant à la chaleur est difficile à souder et difficile à travailler, de l'acier au nickel soudé a été utilisé pour le chasseur Mikoyan-Gurevich MiG-25 Mach 2.8, qui a volé pour la première fois en 1964; et le nord-américain XB-70 Valkyrie Mach 3.1 utilisait des panneaux en nid d'abeilles en acier inoxydable brasé et en titane, mais a été annulé au moment de son vol en 1964.
Un système de conception assistée par ordinateur a été développé en 1969 pour le McDonnell Douglas F-15 Eagle, qui a volé pour la première fois en 1974 aux côtés du Grumman F-14 Tomcat et tous deux utilisaient des composites de fibre de bore (en) dans les queues; des polymères renforcés de fibres de carbone moins chers ont été utilisés pour les revêtements d'ailes des McDonnell Douglas AV-8B Harrier II, F/A-18 Hornet et Northrop Grumman B-2 Spirit.

### Ère moderne

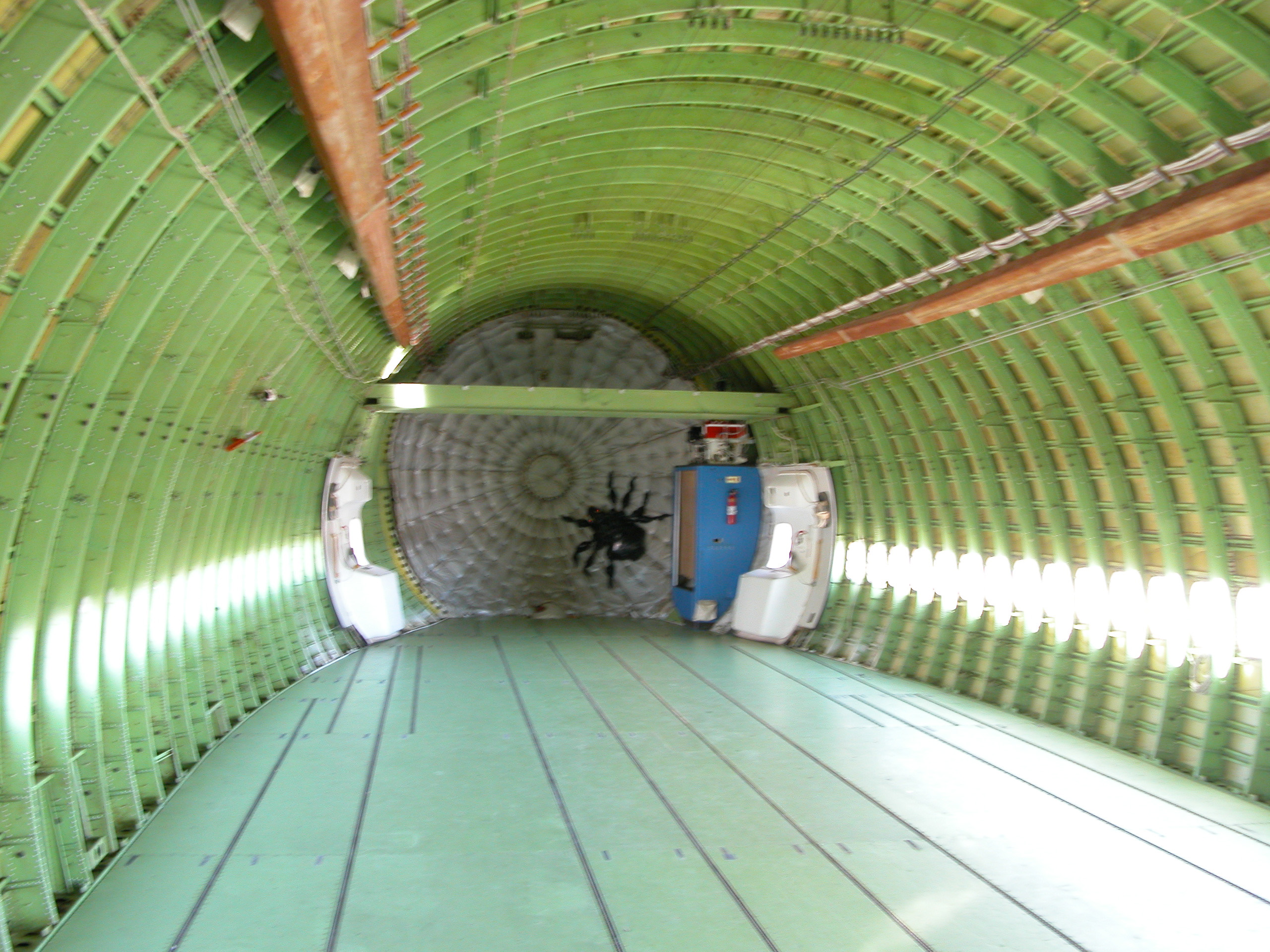
Intérieur brut de la cellule d'un Boeing 747.

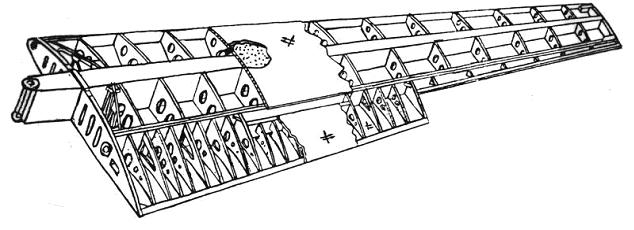
Strucuture d'aile avec nervures et un longeron.

Le stabilisateur vertical de l' Airbus A310 -300, lancé pour la première fois en 1985, a été la première structure primaire en fibre de carbone utilisée dans un avion commercial ; les composites sont de plus en plus utilisés depuis dans les avions de ligne Airbus : le stabilisateur horizontal de l'A320 en 1987 et de l'A330/A340 en 1994, et le caisson central de voilure et le fuselage arrière de l'A380 en 2005.
Le Cirrus SR20, certifié de type en 1998, a été le premier avion d'aviation générale largement produit fabriqué avec une construction entièrement en composite, suivi de plusieurs autres avions légers dans les années 2000.
Le Boeing 787, qui a volé pour la première fois en 2009, a été le premier avion commercial avec 50 % du poids de sa structure en composites de fibres de carbone, ainsi que 20 % d'aluminium et 15 % de titane : le matériau permet un allongement d'aile plus élevé et une pressurisation cabine plus élevée ; l'Airbus A350 concurrent en 2013, contient 53% de fibre de carbone en poids de structure. Il a un fuselage monobloc en fibre de carbone, censé remplacer 1 200 feuilles d'aluminium et 40 000 rivets.
Le Bombardier CSeries 2013 est doté d'une aile à infusion de résine (dry-fiber resin transfer infusion) avec un fuselage léger en alliage aluminium-lithium (en) pour la résistance aux dommages et la réparabilité, une combinaison qui pourrait être utilisée pour les futurs avions à fuselage étroit. En 2016, le Cirrus Vision SF50 est devenu le premier jet léger certifié fabriqué entièrement à partir de composites en fibre de carbone.
En février 2017, Airbus a installé une machine d'impression 3D pour les pièces structurelles d'avions en titane en utilisant la fabrication additive par faisceau d'électrons de Sciaky, Inc. (en).
| Matériel             | B747 | B767 | B757 | B777  | B787 | A300B4 |
| -------------------- | ---- | ---- | ---- | ----- | ---- | ------ |
| Aluminium            | 81%  | 80%  | 78%  | 70%   | 20%  | 77%    |
| Acier                | 13%  | 14%  | 12%  | 11%   | dix% | 12%    |
| Titane               | 4%   | 2%   | 6%   | sept% | 15%  | 4%     |
| Matériaux composites | 1%   | 3%   | 3%   | 11%   | 50%  | 4%     |
| Autre                | 1%   | 1%   | 1%   | 1%    | 5%   | 3%     |

## Sécurité
La production de cellules est devenue un processus exigeant. Les fabricants opèrent sous un contrôle de qualité strict et des réglementations gouvernementales. Les écarts par rapport aux normes établies deviennent des objets de préoccupation majeure.

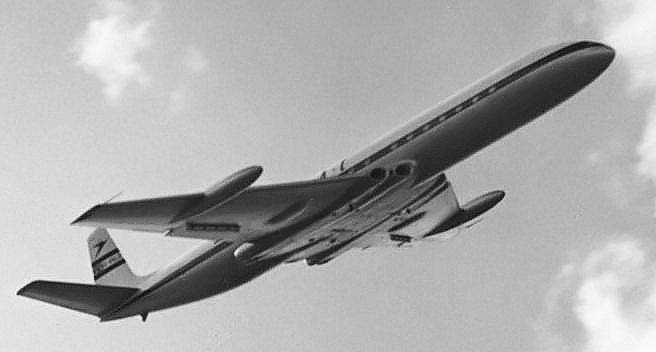
DH106 Comet 3 G-ANLO de démonstration au Farnborough Airshow de 1954.

Point de repère dans la conception aéronautique, le premier avion de ligne à réaction au monde, le de Havilland Comet, a volé pour la première fois en 1949. Les premiers modèles ont souffert d'une fatigue catastrophique du métal de la cellule, provoquant une série d'accidents largement médiatisés. L'enquête du Royal Aircraft Establishment à l'aéroport de Farnborough (en) a fondé la science de la reconstruction d'un accident d'avion. Après 3000 cycles de pressurisation dans une chambre de pression spécialement construite, la défaillance de la cellule s'est avérée être due à la concentration de contraintes, une conséquence des fenêtres de forme carrée. Les fenêtres avaient été conçues pour être collées et rivetées, mais elles n'avaient été rivetées qu'au poinçon. Contrairement au rivetage par forage, le caractère imparfait du trou créé par le rivetage par poinçonnage peut provoquer l'apparition de fissures de fatigue autour du rivet.
Le turbopropulseur Lockheed L-188 Electra, qui a volé pour la première fois en 1957, est devenu une leçon coûteuse de contrôle des oscillations et de planification autour de la fatigue du métal . Son crash du vol Braniff 542 en 1959 a montré les difficultés que l'industrie des cellules des avions et ses clients des compagnies aériennes peuvent rencontrer lors de l'adoption de nouvelles technologies .
L'incident est comparable au crash de l'Airbus A300 au décollage du vol 587 d'American Airlines en 2001, après que sa dérive se soit détachée du fuselage, attirant l'attention sur des problèmes de fonctionnement, de maintenance et de conception impliquant des matériaux composites qui sont utilisés dans de nombreuses cellules récentes,,. L'A300 avait connu d'autres problèmes structurels mais aucun de cette ampleur.